# Passion Air
Passion Air (IATA: OP, ICAO: DIG) är ett flygbolag i Ghana som grundades år 2017 som DAC International Airlines. Det inledde flygningarna i september 2018. 
Bolaget, som är Ghanas största inrikesflygbolag, trafikerar fem destinationer från sin bas på Kotokas internationella flygplats och flyger också privata charterflygningar.
Den 20 februari 2021 flög Passion Air, som det första flygbolag i Ghana, från Accra till Tamale 
med en besättning bestående av enbart kvinnor.

## Flotta
Passion Air har för närvarande (2024) tre plan av typen Bombardier DHC-8-300 och två av typen Bombardier DHC-8-400.